# Charles Ferrion
Charles Ferrion, né le 27 octobre 2000, est un céiste français originaire de Normandie. 

## Biographie
Charles Ferrion est médaillé d'or en C2 classique par équipe, en C1 sprint par équipe et en C2 sprint par équipe aux Championnats d'Europe de descente de canoë-kayak 2021 à Sabero.
Aux Championnats du monde de descente de canoë-kayak 2021 à Bratislava, il est médaillé d'or en C1 par équipes avec Nicolas Sauteur et Etienne Klatt et médaillé d’argent en C1 individuel.

## Palmarès

### Championnats du monde
- 2023 à Augsbourg,  Allemagne
  -  Médaille d'or en sprint C1
  -  Médaille d'argent en sprint C1 par équipe
- 2021 à Bratislava,  Slovaquie
  -  Médaille d'or en sprint C1 par équipe
  -  Médaille d'argent en sprint C1

### Championnats d'Europe
- 2023 à Skopje,  Macédoine du Nord[3]
  -  Médaille d'or en sprint C1
  -  Médaille d'or en sprint C1 par équipe
  -  Médaille d'or en classique C1

- 2021 à Sabero,  Espagne
  -  Médaille d'or en sprint C1 par équipe
  -  Médaille d'or en sprint C2 par équipe
  -  Médaille d'or en classique C2 par équipe

- 2021 à Solkan,  Slovénie, U23
  -  Médaille d'argent en classique C1
  -  Médaille d'or en sprint C1
  -  Médaille d'or en classique C1 par équipe
  -  Médaille d'or en sprint C1 par équipe

### Coupe du monde
- 2021 à Treignac,  France
  - 5e en Mass Start C1
  - 8e en sprint C1
  - 7e en classique C1
- 2021 à Banja Luka,  Bosnie-Herzégovine
  - 6e en sprint C1
  - 4e en sprint C1
  - 7e en classique C1